# Літвиця
Літви́ця — село в Україні, у Дубровицькій міській громаді Сарненського району Рівненської області. До 2020 підпорядковалося Трипутнянській сільській раді. з центром у селі Трипутня. Населення становить 351 особа (2011). На сільському цвинтарі є поховання курінного УПА Микити Скуба («Лайдаки») та його вояків.

## Назва
Польською мовою згадується як Litwisk, російською — як Литвисы.

## Географія
Площа села — 0,41 км². Згідно з дослідженням 2017 року, за яким оцінювалися масштаби антропогенної трансформації території Дубровицького району внаслідок несанкціонованого видобутку бурштину, екологічна ситуація села характеризувалася як «катастрофічна».

### Клімат
Клімат у селі вологий континентальний («Dfb» за класифікацією кліматів Кеппена). Опадів 608 мм на рік. Найменша кількість опадів спостерігається в березні й сягає у середньому 28 мм. Найбільша кількість опадів випадає в червні — близько 87 мм. Різниця в опадах між сухими та вологими місяцями становить 59 мм. Пересічна температура січня — -5,6 °C, липня — 18,4 °C. Річна амплітуда температур становить 24,0 °C.
| Клімат Літвиці                    | Клімат Літвиці | Клімат Літвиці | Клімат Літвиці | Клімат Літвиці | Клімат Літвиці | Клімат Літвиці | Клімат Літвиці | Клімат Літвиці | Клімат Літвиці | Клімат Літвиці | Клімат Літвиці | Клімат Літвиці | Клімат Літвиці |
| Показник                          | Січ.           | Лют.           | Бер.           | Квіт.          | Трав.          | Черв.          | Лип.           | Серп.          | Вер.           | Жовт.          | Лист.          | Груд.          | Рік            |
| Середній максимум, °C             | −2,6           | −1,4           | 3,4            | 12,3           | 19,1           | 22,8           | 23,8           | 23,0           | 18,1           | 11,8           | 4,7            | −0,1           | 11,2           |
| Середня температура, °C           | −5,6           | −4,6           | −0,3           | 7,4            | 13,6           | 17,4           | 18,4           | 17,6           | 13,1           | 7,8            | 2,2            | −2,6           | 7,0            |
| Середній мінімум, °C              | −8,5           | −7,7           | −3,9           | 2,6            | 8,1            | 12,0           | 13,1           | 12,2           | 8,2            | 3,8            | −0,3           | −5,1           | 2,9            |
| Норма опадів, мм                  | 36             | 30             | 28             | 41             | 57             | 87             | 81             | 64             | 57             | 45             | 41             | 41             | 608            |
| --------------------------------- | -------------- | -------------- | -------------- | -------------- | -------------- | -------------- | -------------- | -------------- | -------------- | -------------- | -------------- | -------------- | -------------- |
| Джерело: Climate-Data.org (англ.) |                |                |                |                |                |                |                |                |                |                |                |                |                |

### Пам'ятки природи
- Літвицький заказник — лісовий заказник місцевого значення площею 74 га, розташований в Літвицькому лісництві.[7]

## Історія
Село вперше згадується 1769 року. До 1917 року село входило до складу Російської імперії. У 1906 році село входило до складу Домбровицької волості Рівненського повіту Волинської губернії Російської імперії. У 1918—1920 роки нетривалий час перебувало в складі Української Народної Республіки.
У 1921—1939 роки входило до складу Польщі. У 1921 році село входило до складу гміни Домбровиця Сарненського повіту Поліського воєводства Польської Республіки. 1930 року Сарненський повіт приєднаний до складу Волинського воєводства. У 1936 році входило до однойменної громади, до якої також належали село Яцулі, гаївки Цегельня, Кадлубок і Заружі та лісничівка Вонячівка.
З 1939 року — у складі Дубровицького району Рівненської області УРСР. У роки Другої світової війни деякі мешканці села долучилися до національно-визвольної боротьби в лавах УПА та ОУН. На весні 1943 року польська банда напала на село і спалила його, вбивши 25 мирних мешканців. У березні польські більшовицькі партизани пограбували село і спалили 5 хат, мешканці села втекли в ліс. У квітні 1943 року польські більшовицькі партизани пограбувала та повністю спалила село, вбивши 1 чоловіка похилого віку та поранивши одну мешканку села. Загалом встановлено 32 жителів села, які брали участь у визвольних змаганнях, з них 17 загинуло, 14було репресовано.
У 1947 році села Літвиця та Вільне разом з хуторами Вовчівка, Лисуха та Міст підпорядковувалися Літвицькій сільській раді Дубровицького району Ровенської області УРСР.
Відповідно до прийнятої в грудні 1989 року постанови Ради Міністрів УРСР село занесене до переліку населених пунктів, які зазнали радіоактивного забруднення внаслідок аварії на Чорнобильській АЕС, жителям виплачувалася грошова допомога. Згідно з постановою Кабінету Міністрів Української РСР, ухваленою в липні 1991 року, село належало до зони гарантованого добровільного відселення. На кінець 1993 року забруднення ґрунтів становило 1,62 Кі/км² (137Cs + 134Cs), молока — 3,72 мКі/л (137Cs + 134Cs), картоплі — 1,15 мКі/кг (137Cs + 134Cs), сумарна доза опромінення — 141 мбер, з якої: зовнішнього — 21 мбер, загальна від радіонуклідів — 120 мбер (з них Cs — 109 мбер).
Відповідно до Розпорядження Кабінету Міністрів України від 12 червня 2020 року № 722-р «Про визначення адміністративних центрів та затвердження територій територіальних громад Рівненської області» увійшло до складу Дубровицької міської громади.

## Населення
Станом на 1859 рік, у власницькому селі Літвиця налічувалося 14 дворів та 141 житель (65 чоловіків і 76 жінок), усі православні. Станом на 1906 рік у селі було 53 двори та мешкала 371 особа.
За переписом населення Польщі 10 вересня 1921 року в селі налічувалося 61 будинок та 321 мешканець, з них: 144 чоловіки та 177 жінок; 307 православних, 8 юдеїв та 6 римо-католиків; 307 українців, 8 євреїв та 6 поляків.
Згідно з переписом УРСР 1989 року чисельність наявного населення села становила 457 осіб, з яких 224 чоловіки та 233 жінки. На кінець 1993 року в селі мешкало 402 жителів, з них 102 — дітей.
За переписом населення України 2001 року в селі мешкали 394 особи. Станом на 1 січня 2011 року населення села становить 351 особа. Густота населення — 960,98 особи/км².

### Мова
Розподіл населення за рідною мовою за даними перепису 2001 року:
| Мова       | Відсоток |
| ---------- | -------- |
| українська | 99,24 %  |
| білоруська | 0,25 %   |
| російська  | 0,25 %   |
| інші       | 0,26 %   |

### Вікова і статева структура
Структура жителів села за віком і статтю (станом на 2011 рік):
| Вік   | Чоловіків | Жінок | Разом |
| ----- | --------- | ----- | ----- |
| 0-17  | 36        | 39    | 75    |
| 18-39 | 65        | 40    | 105   |
| 40-59 | 50        | 36    | 86    |
| 60+   | 32        | 54    | 86    |
| Разом | 183       | 168   | 351   |

### Соціально-економічні показники
| Працездатне населення | Працездатне населення | Працездатне населення | Працездатне населення | Працездатне населення | Працездатне населення | Непрацездатне населення | Непрацездатне населення | Непрацездатне населення | Непрацездатне населення | Непрацездатне населення | Непрацездатне населення | Все населення |
| Чоловіки              | Чоловіки              | Жінки                 | Жінки                 | Разом                 | Разом                 | Чоловіки                | Чоловіки                | Жінки                   | Жінки                   | Разом                   | Разом                   | 351           |
| ос.                   | %                     | ос.                   | %                     | ос.                   | %                     | ос.                     | %                       | ос.                     | %                       | ос.                     | %                       | 351           |
| --------------------- | --------------------- | --------------------- | --------------------- | --------------------- | --------------------- | ----------------------- | ----------------------- | ----------------------- | ----------------------- | ----------------------- | ----------------------- | ------------- |
| 87                    | 25                    | 98                    | 28                    | 185                   | 53                    | 80                      | 23                      | 88                      | 25                      | 168                     | 48                      | 351           |

| Зайняті  | Зайняті  | Зайняті | Зайняті | Зайняті | Зайняті | Безробітні | Безробітні | Безробітні | Безробітні | Безробітні | Безробітні | Все населення |
| Чоловіки | Чоловіки | Жінки   | Жінки   | Разом   | Разом   | Чоловіки   | Чоловіки   | Жінки      | Жінки      | Разом      | Разом      | 351           |
| ос.      | %        | ос.     | %       | ос.     | %       | ос.        | %          | ос.        | %          | ос.        | %          | 351           |
| -------- | -------- | ------- | ------- | ------- | ------- | ---------- | ---------- | ---------- | ---------- | ---------- | ---------- | ------------- |
| 1        | 1        | 2       | 2       | 3       | 3       | 17         | 20         | 15         | 20         | 32         | 40         | 351           |

| Дорослі | Діти | Пенсіонери | Інваліди Німецько-радянської війни | Учасники бойових дій | Інваліди всіх груп і категорій | Люди, які обслуговуються служб. соц. допом. на дому | Неповні сім'ї | Діти з неповних сімей | Багатодітні сім'ї | Діти з багатодітних сімей | Діти-інваліди | Діти-сироти | Одинокі багатодітні матері |
| ------- | ---- | ---------- | ---------------------------------- | -------------------- | ------------------------------ | --------------------------------------------------- | ------------- | --------------------- | ----------------- | ------------------------- | ------------- | ----------- | -------------------------- |
| 284     | 81   | 130        | -                                  | -                    | 37                             | 14                                                  | 1             | 1                     | 9                 | 33                        | -             | 3           | 1                          |

## Політика

### Органи влади
До 2020 року місцеві органи влади були представлені Трипутнянською сільською радою.

### Вибори
Село входить до виборчого округу № 155. У селі розташована виборча дільниця № 560291. Станом на 2011 рік кількість виборців становила 275 осіб.

## Культура
У селі працює Літвицький сільський клуб на 80 місць.

### Поховання вояків УПА
11 березня 1944 в бою з військами НКВС під с. Білим загинули воїни УПА: кулеметник на псевдо «Бора» і курінний «Лайдака» (куля попала в чоло). Того ж дня від ран помер санітар на псевдо «Крейсер» з Дубровиці. Всі були поховані у Литвіці 15 березня 1944 р. 16 листопада 1944 р. сотенний «Давун» родом із Волині був похований поруч із «Лайдакою».
У серпні 2011 р. на прохання сільського голови село відвідало Товариство пошуку жертв війни та політичних репресій «Пам'ять». Пошуковці провели дослідні роботи, у результаті яких виявили п'ять кістяків: один жіночий (цивільна особа) та четверо військових серед яких курінний УПА Микита Скуба-«Лайдака». Коштом благодійної ініціативи «Героїка» було виготовлено чотири козацькі хрести, які доправили з Черкащини на Рівненщину та встановили на могилах загиблих воїнів. Для монтажу чотирьох пам'ятників (вага кожного понад 200 кг) знадобилась праця 10 людей і два дні роботи. Освячення хрестів здійснив священик УПЦ КП от. Микола.

## Релігія
У другій половині XIX століття село належало до православної парафії церкви Успіння Пресвятої Богородиці села Залішани Домбровицької волості.

## Галерея

Почесна варта

#### Книги
- Коротун І. М., Коротун Л. К. Географія Рівненської області в 3-х частинах. — Рівне, 1996. — 274 с.
- Олександр Денищук. Злочини польських шовіністів на Волині. Книга перша. Рівненська область. — Рівне : ППДМ, 2003. — 352 с. — ISBN 966-96174-4-8.

#### Офіційні дані та нормативно-правові акти
- Паспорт Дубровицького району (станом на 1 січня 2011 року) (doc). Дубровицька районна рада. Архів оригіналу за 10 лютого 2015. Процитовано 16 жовтня 2019.

#### Мапи
- Історичний Атлас України / Гол. ред. Л. Винар; Упорядн.: І. Тесля, Е. Тютько. Українське історичне товариство. — Монреаль; Нью-Йорк; Мюнхен, 1980. — 182 с.